# Selestino Ravutaumada
Pas d'image ? Cliquez ici

a Compétitions nationales et continentales officielles uniquement.

b Matchs officiels uniquement.
Dernière mise à jour le 14 février 2025.
Selestino Ravutaumada, né le 17 janvier 2000 à Taveuni (Fidji), est un joueur international fidjien de rugby à XV évoluant principalement au poste d'ailier, avec les Fijian Drua en Super Rugby. Il a aussi été joueur de rugby à XIII au début de sa carrière sportive.

## Biographie

### Carrière en rugby à XIII
Selestino Ravutaumada a été sélectionné avec l'équipe de rugby à XIII des Junior Kiwis (en) en 2019 pour jouer contre les Junior Kangaroos (en). En octobre de la même année, il est sélectionné avec les Fidji pour disputer la Coupe du monde de rugby à IX 2019, le rugby à IX étant une variante du XIII.
En 2020, il joue pour le club néo-zélandais des New Zealand Warriors en NRL, comptant une seule apparition contre les Roosters. Une blessure à l'épaule entraîne la fin de sa saison. Plus tard dans l'année, basé en Australie, il n'est pas admis en Nouvelle-Zélande en raison des règles de quarantaine liées à la pandémie de Covid-19 et rompt son contrat avec les Warriors. 

### Carrière en rugby à XV
Durant sa jeunesse, il représente la Marist Brothers High School entre 2015 et 2016, puis la Rotorua Boys' High School (en) en Nouvelle-Zélande entre 2016 et 2018 et les Chiefs chez les moins de 18 ans.
Il est recruté en 2021 par les Hamilton Old Boys et prend part à la pré-saison avec Waikato.
En 2022, il devient joueur professionnel de rugby à XV, intégrant l'effectif des Fijian Drua pour la saison 2022 de Super Rugby et dispute son premier match contre les Waratahs.

### En équipe nationale
Selestino Ravutaumada obtient sa première cape internationale avec les Flying Fijians en 2023 contre les Tonga lors d'un test match. Il marque son premier essai international une semaine plus tard contre les Samoa.
En août 2023, il est retenu dans le groupe de 33 joueurs sélectionnés pour participer à la Coupe du monde en France. En préparation de la Coupe du monde, il contribue à la victoire historique des Fidji contre l'Angleterre avec deux passes décisives et le titre d'homme du match. Durant le Mondial, il prend part à trois rencontres des Fidji en tant que titulaire lors de la phase de poule.

## Statistiques en équipe nationale
- 7 sélections avec les Fidji, toutes en tant que titulaire[3].
- 5 points (1 essai).
- Participation à la Coupe du monde 2023 (3 matchs).

## Palmarès

### En rugby à sept
- Médaille d'argent aux Jeux olympiques d'été en 2024.